# 馬拉河 (盧加諾湖)
45°56′00″N 8°58′05″E / 45.933393°N 8.968100°E
馬拉河是中歐的河流，流經意大利和瑞士，屬於特雷薩河的支流，河道全長9.4公里，流域面積14.6平方公里，發源自錫吉尼奧諾拉山，最終在馬羅賈注入盧加諾湖。